# Caeremoniale Episcoporum
Il Caeremoniale Episcoporum ("Cerimoniale dei vescovi") è un libro liturgico che prescrive lo svolgimento delle funzioni religiose dei vescovi secondo il rito romano della Chiesa cattolica.

## Storia
Il 14 luglio 1600 papa Clemente VIII pubblicò il primo libro con questo nome, in revisione, in conformità a quanto stabilito nel Concilio di Trento, del contenuto degli Ordines Romani, scritti intorno alla fine del VII secolo per regolare le cerimonie per l'elezione e la incoronazione di un papa e dare indicazioni sulle messe e altre celebrazioni del papa nel corso dell'anno liturgico. Il contenuto di questi libri venne poi arricchito nel tempo.
Un'opera in due sezioni divenuta nota come De Caeremoniis Cardinalium et Episcoporum in eorum dioecesibus ("Cerimonie di cardinali e vescovi nelle loro diocesi") venne aggiunta nel XVI secolo.
Il Cæremoniale Episcoporum di papa Clemente VIII è basato su questi testi ed altri che sono andati smarriti. Il lavoro di preparazione, iniziato nel dicembre del 1582 sotto il pontificato di Gregorio XIII, durò 17 anni. Un facsimile dell'originale del 1600 è stato pubblicato dalla Libreria Editrice Vaticana nel 2000.
Papa Innocenzo X ne realizzò un'edizione rivista nel 1650. Nel 1727 il libro, originariamente pubblicato in un singolo volume, venne suddiviso in numerosi paragrafi, molto più abbondanti della precedente edizione. Venne inserito un sommario all'inizio di ogni capitolo al posto del semplice titolo precedente. Nel 1752, papa Benedetto XIV rivide leggermente i due libri preesistenti e aggiunse un terzo cerimoniale da osservarsi da coloro i quali detenevano incarichi civili nello Stato pontificio.
Nel 1886, papa Leone XIII realizzò un'ulteriore revisione in cui, visto che lo Stato Pontificio era stato incorporato nel Regno d'Italia, si manteneva il terzo libro. La Catholic Encyclopedia dà conto del Caeremoniale Episcoporum come si presentava dopo questa revisione del 1886.
Con la riforma liturgica del rito romano seguita al Concilio Vaticano II, una revisione completa in un singolo volume venne realizzata nel 1984 da papa Giovanni Paolo II, che mirava a una liturgia episcopale che fosse "semplice, e allo stesso tempo nobile, piena di efficacia pastorale, e in grado di servire come esempio per tutte le altre celebrazioni liturgiche".

L'Ufficio delle celebrazioni liturgiche del Sommo Pontefice ha raccomandato che le disposizioni integrative del Caeremoniale Episcoporum (ristampa emendata del 2008) siano applicate anche al Missale Romanum, nei casi in cui il Caeremoniale Episcoporum contenga indicazioni più precise, come quelle sui gesti e sull'incenso.

## Contenuto
Il libro del 1984 è suddiviso in otto parti:
1. Liturgia generale episcopale
2. Messa
3. Liturgia delle ore e celebrazioni della parola di Dio
4. Celebrazione dei misteri del Signore nel corso dell'anno
5. Sacramenti
6. Sacramentali
7. Date importanti nella vita di un vescovo
8. Celebrazioni liturgiche connesse con i solenni atti dell'episcopato

Seguono le appendici su:
1. I paramenti sacri dei prelati
2. Elenco delle festività liturgiche in ordine cronologico
3. Tavola sulle messe rituali, per varie occasioni, votive e di requiem
4. Elenco delle abbreviazioni e sigle usate nel libro